# Wild Is the Wind
Wild Is the Wind (Brasil: Fúria da Carne ) é um filme estadunidense de 1957, do gênero drama, dirigido por George Cukor e estrelado por Anna Magnani e Anthony Quinn. O filme marca o retorno do diretor Cukor à Paramount Pictures depois de dezenove anos. O roteiro, baseado no romance Furia, de Vittorio Nino Novarese, deriva também da produção italiana homônima (1947), de Goffredo Alessandrini.
Anna Magnani, em seu segundo trabalho nos Estados Unidos (após The Rose Tatoo, de 1955), foi indicada ao Oscar de Melhor Atriz,  além de ter recebido o Urso de Prata do Festival de Berlim. O filme foi agraciado com diversas outras premiações.
Johnny Mathis canta a canção-título, composta por Dimitri Tiomkin e Ned Washington, também indicada ao Oscar.

## Sinopse
Gioia deixa sua Itália natal para casar-se com o cunhado, Gino, agora viúvo. Gino cria ovelhas em um rancho, no interior de Nevada, onde vivem seu irmão Alberto, a cunhada Teresa, a filha Angie e Bene, um jovem pastor basco que ele adotou. Aos poucos, Gino revela-se ignorante, rude e cruel, além de ver em Gioia apenas uma reprodução da primeira esposa. Tudo isso leva-a para os braços de Bene.

## Elenco
| Ator/Atriz        | Personagem        |
| ----------------- | ----------------- |
| Anna Magnani      | Gioia             |
| Anthony Quinn     | Gino              |
| Anthony Franciosa | Bene              |
| Joseph Calleia    | Alberto           |
| Dolores Hart      | Angie             |
| Lili Valenty      | Teresa            |
| James Flavin      | Comerciante de lã |
| Dick Ryan         | Padre             |

## Principais premiações
| Prêmio        | Categoria                                                             | Situação |
| ------------- | --------------------------------------------------------------------- | -------- |
| Oscar         | Melhor Atriz (Anna Magnani) Melhor Ator (Anthony Quinn) Melhor Canção | Indicado |
| Urso de Prata | Melhor Atriz (Anna Magnani)                                           | Vencedor |
| Urso de Ouro  | Melhor Diretor                                                        | Indicado |
| BAFTA         | Melhor Atriz Estrangeira                                              | Indicada |
| David         | Melhor Atriz (Anna Magnani)                                           | Vencedor |
| Golden Globe  | Melhor Filme Dramático Melhor Atriz em Filme Dramático (Anna Magnani) | Indicado |
| Golden Laurel | Melhor Atuação Dramática Masculina (Anthony Quinn)                    | Indicado |